# Ray Brenner
Ray Brenner est un scénariste américain né le 21 octobre 1927 en Californie (États-Unis), décédé le 5 juin 1995 à Los Angeles (États-Unis).

## Filmographie
- 1960 : Mes trois fils (My Three Sons) (série télévisée)
- 1961 : Margie (en) (série télévisée)
- 1962 : Sur le pont, la marine ! (McHale's Navy) (série télévisée)
- 1964 : Gomer Pyle, U.S.M.C. (série télévisée)
- 1965 : Max la Menace (Get Smart) (série télévisée)
- 1971 : Cannon (Cannon) (série télévisée)
- 1973 : Kojak (Kojak) (série télévisée)
- 1976 : Drôles de dames (série télévisée)
- 1977 : L'Âge de cristal (série télévisée)